# 元吉原村
元吉原村（もとよしわらむら）は静岡県の東部、富士郡に属していた村である。現在の富士市南西部、沼川以南、潤井川以東にあたる。

## 地理
- 河川：沼川、潤井川

## 歴史

### 村名の由来
吉原宿がもともと鈴川村、今井村にあったことから、元の吉原という意味から。

### 沿革
- 1889年（明治22年）4月1日 - 町村制の施行により、今井村、東柏原新田、中柏原新田、西柏原新田、沼田新田、田中新田、檜新田、大野新田、鈴川村が合併して発足。
- 1955年（昭和30年）2月11日 - 吉原市、須津村、吉永村、原田村と合併し、改めて吉原市が発足。同日元吉原村廃止。

## 交通

### 鉄道路線
- 日本国有鉄道
  - 東海道本線
    - 東田子の浦駅 - 鈴川駅（現・吉原駅）
- 岳南鉄道
  - 岳南線
    - 吉原駅

### 道路
- 国道1号（東海道）